# Anna Borkowska (lekkoatletka)
Anna Borkowska (ur. ?) – polska lekkoatletka, biegaczka.

## Kariera
Brązowa medalistka mistrzostw Polski w biegu na 500 metrów (1952).

## Rekordy życiowe
- Bieg na 500 metrów – 1:26,0 (1949)[1]